# Kellerhaus (Kempten)

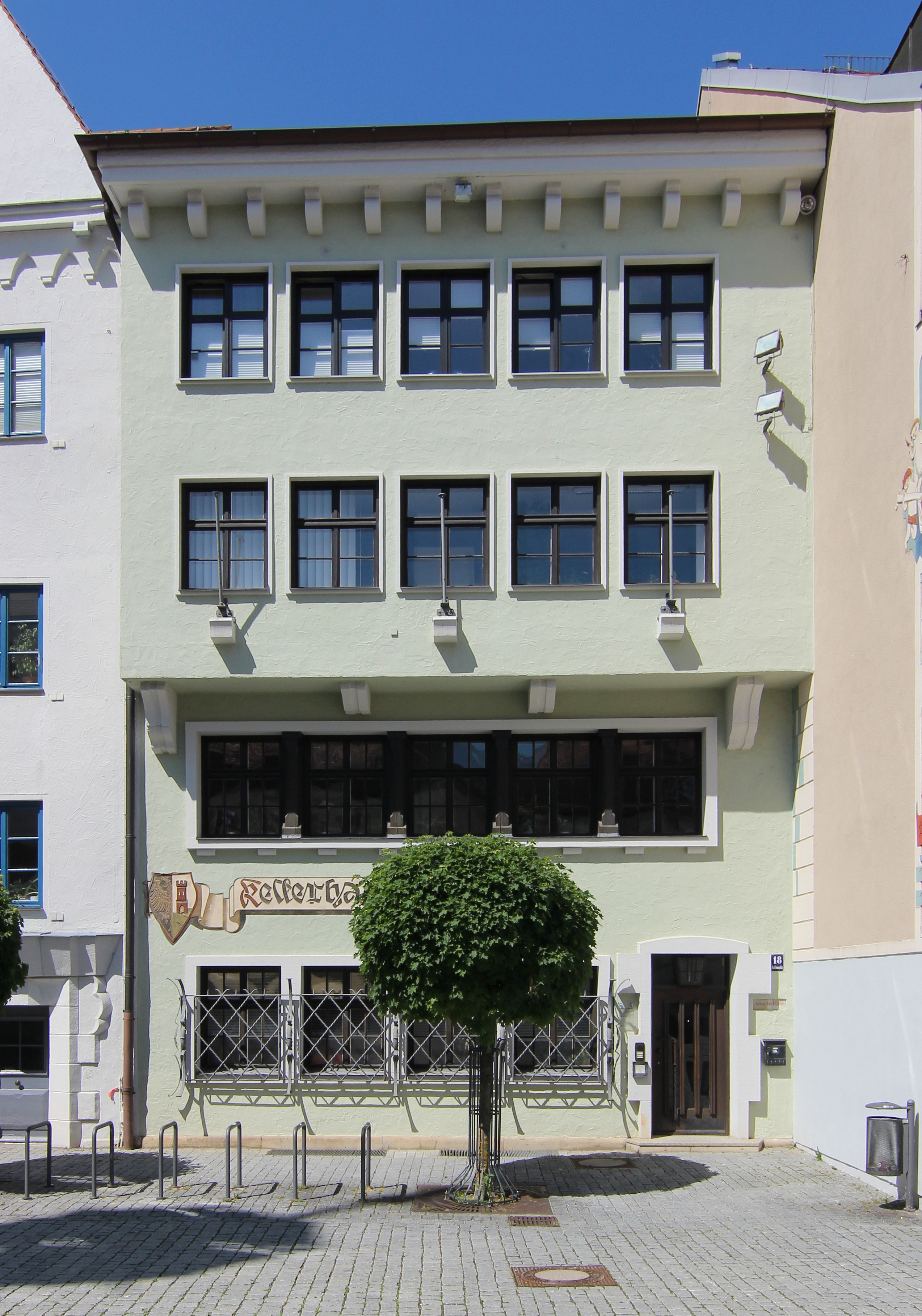
Kellerhaus, Kempten

Das sogenannte Kellerhaus in der kreisfreien Stadt Kempten (Allgäu) ist ein denkmalgeschütztes Bauwerk mit der Anschrift Rathausplatz 18. Der Traufseitbau verfügt über ein zweites und drittes vorkragendes Obergeschoss. Entworfen wurde es durch den lokalen Architekten Otto Heydecker um 1936/37. Das Gebäude wird von der städtischen Verwaltung benutzt.